# Bösendorfer (Unternehmen)
Die Wiener Klavierfabrik Bösendorfer ist ein Hersteller von Klavieren. Die Flügel von Bösendorfer haben im 19. und 20. Jahrhundert die Entwicklung der Klaviermusik maßgeblich begleitet.

## Geschichte

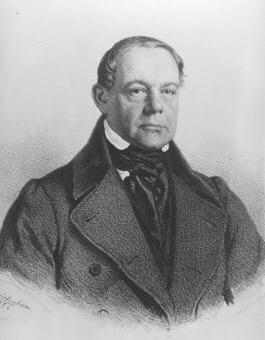
Gründer Ignaz Bösendorfer (1794–1859)

Sohn Ludwig Bösendorfer (1835–1919)

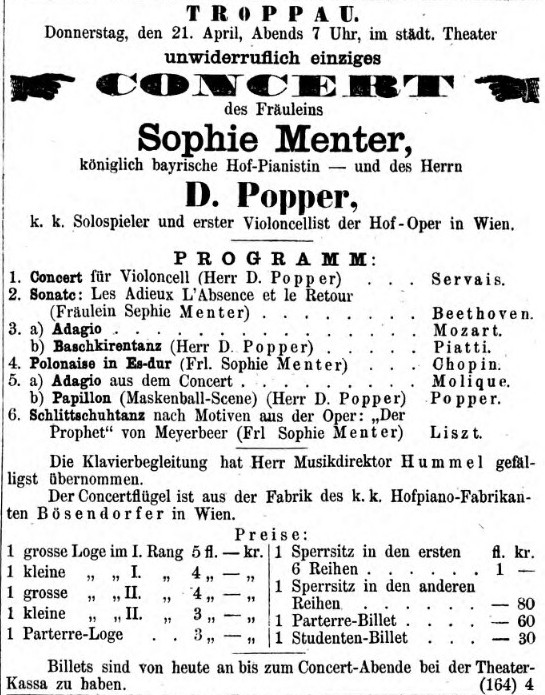
Subtile Werbung für Bösendorfer in einer Zeitungsannonce für ein Konzert von Sophie Menter und David Popper im Jahre 1870: „Der Concertflügel ist aus der Fabrik des k. k. Hofpiano-Fabrikanten in Wien.“

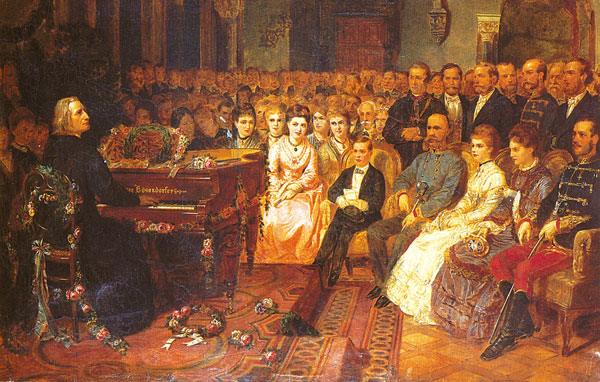
Franz Liszt gibt ein Konzert für Kaiser Franz Joseph I. auf einem Bösendorfer

### 19. Jahrhundert
Das Unternehmen wurde am 25. Juli 1828 von Ignaz Bösendorfer in Wien gegründet, der Lehrling bei Joseph Brodmann war und nun dessen Werkstatt übernahm. Innerhalb kürzester Zeit erwarb er sich durch seine sauber verarbeiteten und klangschönen Instrumente einen hervorragenden Ruf und erhielt 1839, als erster Klaviermacher überhaupt, vom Kaiser den Titel eines k.k. Hof-Claviermachers. 1858 folgte die Ernennung zum höher angesehenen Kammerlieferanten des Kaisers.
Als er 1859 starb, übernahm sein erst 24-jähriger Sohn Ludwig Bösendorfer das Unternehmen. Da die Titel der Hof- und Kammerlieferanten auf die Person bezogen waren, musste er erneut ein Gesuch beim Kaiser einreichen. Den Titel des k.u.k. Hoflieferanten erhielt er erst 1866, den des Kammerlieferanten Seiner Majestät 1869. Mit viel Geschick führte er das Unternehmen weiter und die Instrumente wurden bald in alle Welt exportiert. Franz Liszt, der Ausnahmepianist, dessen Klavierspiel bis dahin noch fast jedes Klavier ruiniert hatte, spielte vorwiegend auf Bösendorfer-Klavieren, da diese Instrumente seinem Spiel standhielten.
1870 bezog das Unternehmen das schon bestehende Fabrikgebäude in der Starhemberggasse (heutige Adresse Graf-Starhemberg-Gasse 14) im 4. Wiener Gemeindebezirk Wieden. Zwischen 1871 und 1873 wurde die Fabrik für Bösendorfer adaptiert. 1872 später fand das erste Konzert in der ehemaligen Reitschule des Palais Liechtenstein an der Herrengasse statt, dem Bösendorfer-Saal mit seiner legendären Akustik.
Aufsehen erregte 1900 der Imperial-Flügel mit acht Oktaven Tonumfang (vom Subkontra-C bis zum c5), der auf Anregung von Ferruccio Busoni gebaut wurde. Mit seinen 290 Zentimetern war der Imperial bis zum Erscheinen des Modells 308 der Firma Fazioli der längste in Serie hergestellte Flügel und ist bis heute das einzige Klavier mit 97 Tasten.
Mit dem Gründungsdatum 1828 ist Bösendorfer einer der am längsten bestehenden Klavierhersteller.

### 20. Jahrhundert
In diese Zeit um die Jahrhundertwende fiel die Hochblüte des Klavierbaus, an der Bösendorfer wesentlichen Anteil hatte. Die Instrumente waren technisch ausgereift, nur bestes Material fand Verwendung und in der Produktion war der Faktor Zeit noch nicht der entscheidende.
Ludwig Bösendorfer, der kinderlos blieb, verkaufte 1909 das Unternehmen seinem Freund Carl Hutterstrasser. 1913 fiel trotz zahlreicher Proteste der Bösendorfer-Saal der Bauspekulation zum Opfer. Das Gebäude wurde abgerissen, und wie zum Hohn blieb der Platz im Zentrum von Wien für viele Jahre unbebaut.
Der Erste Weltkrieg brachte für das Unternehmen einen schweren Rückschlag, 1919 starb Ludwig Bösendorfer. Die Produktion lief nur schleppend wieder an. 1931 traten die Söhne Carl Hutterstrassers, Alexander und Wolfgang, in das Unternehmen ein, das eine OHG (Offene Handelsgesellschaft) wurde.
Der Zweite Weltkrieg brachte den nächsten großen Rückschlag, 1944 verbrannte nach einem Bombenangriff das Holzlager. Als nach dem Krieg die ersten Facharbeiter aus der Kriegsgefangenschaft zurückkamen, begann der mühevolle Neuanfang. Langsam konnte die Produktion wieder aufgenommen und gesteigert werden. In den Jahren der sowjetischen Besatzung konnte Steinway sozusagen ohne Konkurrent den Markt erobern.
Anlässlich des 125-jährigen Bestehens der Firma 1953 stiftete Bösendorfer einen goldenen Fingerring als Auszeichnung für den bedeutendsten Pianisten. Erster Träger des Bösendorfer-Rings wurde Wilhelm Backhaus. Der Ring wird nach dem Tod des Trägers an einen vorher von ihm ausgewählten würdigen Nachfolger weitergegeben. Zum 150-jährigen Firmenjubiläum wurde 1978 der Ring an Paul Badura-Skoda verliehen.
1966 wurde das Unternehmen Bösendorfer zur Aktiengesellschaft und zu 100 % von der US-amerikanischen Firma Kimball International in Jasper (Indiana) übernommen. Diese Firma beschäftigte sich mit Holzverarbeitung im weitesten Sinn und baute auch Klaviere. Zwar konnte mit dem Engagement von Kimball die Produktion gesteigert und viele Instrumente in alle Welt exportiert werden, aber gravierende Managementfehler führten in den 1980er Jahren zu einem deutlichen Qualitätsverlust bei gleichzeitig stark steigenden Preisen für die Instrumente.
Im Jahr 1973 wurde die Fertigung zum Großteil in die neue Fabrik in Wiener Neustadt verlegt, 1983 für Konzerte ein neuer Bösendorfer-Saal im Fabrikgebäude auf der Wiener Wieden eingeweiht.
Mit dem Ende der 1990er Jahre gelang wieder eine deutliche Steigerung der Qualität der Instrumente auf ein angemessenes Niveau.

### 21. Jahrhundert
2001 erhielt das Unternehmen die Staatliche Auszeichnung und damit das Recht zum Führen des Bundeswappens im Geschäftsverkehr. 2002 kam Bösendorfer wieder in österreichische Hand, das Unternehmen wurde von der BAWAG-Unternehmensgruppe übernommen. Im Jahr 2003 brachte die Österreichische Post eine Briefmarke anlässlich des 175-jährigen Bestehens des Unternehmens heraus.
Nach den Turbulenzen der BAWAG und deren Übernahme durch den US-Fonds Cerberus wurde die traditionsreiche Klaviermanufaktur im Dezember 2007 an den japanischen Musikinstrumentenerzeuger Yamaha verkauft. Yamaha, seinerseits einer der größten und bedeutendsten Klavierhersteller, der seine Instrumente zurzeit in Japan, England (bis Herbst 2009) und Indonesien produziert, hat für Bösendorfer eine Garantie für den Standort Österreich abgegeben.
Am 19. Mai 2010 wurde das neue Auswahlzentrum am Produktionsstandort Wiener Neustadt eröffnet, wo auch die Instrumente unter Konzertsaalbedingungen ausprobiert werden können. Gleichzeitig wurden die Verwaltung und der Verkauf aus Wien nach Wiener Neustadt übersiedelt, um so Einsparungen zu erzielen. Während das alte Fabrikgebäude auf der Wieden damit aufgegeben wurde, bleibt in Wien der Stadtsalon im Musikvereinsgebäude erhalten. Seit Oktober 2010 gibt es im Mozarthaus Vienna in der Domgasse 5, nahe dem Stephansdom, wieder einen „Bösendorfer-Saal“, in dem regelmäßig Konzerte veranstaltet werden.
Mit der Stilllegung des Fabrikgebäudes auf der Wieden im Jahr 2010 wurde der straßenseitige Trakt vom Bundesdenkmalamt (BDA) in erster Instanz unter Denkmalschutz gestellt. Die damaligen drei Besitzerinnen der Immobilie gingen dagegen mit Erfolg in Berufung: Im November 2011 hob das Bundesministerium für Unterricht, Kunst und Kultur den Unterschutzstellungsbescheid auf. Der für Wien zuständige BDA-Landeskonservator Friedrich Dahm begründete dies gegenüber dem Nachrichtenmagazin profil im Juli 2012 damit, dass bei der Entscheidung des BDA hauptsächlich der kulturhistorische Wert des klingenden Namens Bösendorfer im Vordergrund gestanden habe, während die Fabrik vom baukünstlerischen Status „sicher kein Baudenkmal“ sei. Dies sei auch die Begründung für die Aufhebung des Denkmalschutzbescheides gewesen. Auch die BDA-Präsidentin Barbara Neubauer hielt die Aufhebung des Schutzes für richtig. Das Objekt habe „keine Denkmalqualität“ und sei nur ein „klassischer Gedenktafelfall“. Anfang 2012 wurde die Immobilie von der Real-Treuhand, einer Tochtergesellschaft der Raiffeisenlandesbank, erworben, die auf dem 2711 Quadratmeter großen Areal ab Mitte 2013 einen Wohnbau mit 80 Miet- und Eigentumswohnungen und Tiefgarage erbauen wollte. Seit Mitte Juli 2012 wurden die Gebäude der traditionsreichen Bösendorfer-Fabrik abgerissen.
Im Herbst 2013 baute Bösendorfer das 50.000. Instrument. Die Stückzahl des Hauptkonkurrenten Steinway ist mehr als zehnmal so hoch. Zusammen mit C. Bechstein, Blüthner, Steingraeber, Fazioli, Petrof und Steinway & Sons werden die Instrumente von Bösendorfer zur Spitzenklasse im Bereich Klaviere und Flügel gezählt.
Am 19. September 2023, Notrufe kamen ab 22.30 Uhr, kam es zu einem Großbrand in einem Nebengebäude am Firmengelände in Wiener Neustadt. Die Feuerwehr konnte dank Feuermauer ein Übergreifen auf das Hauptgebäude mit Produktionshalle und Lager verhindern. Laut Geschäftsführerin Sabine Grübmüller ist das Archiv betroffen. Die Produktion startete am 20. September 2023 regulär um 6 Uhr morgens.

## Klavierflügel

### Modelle

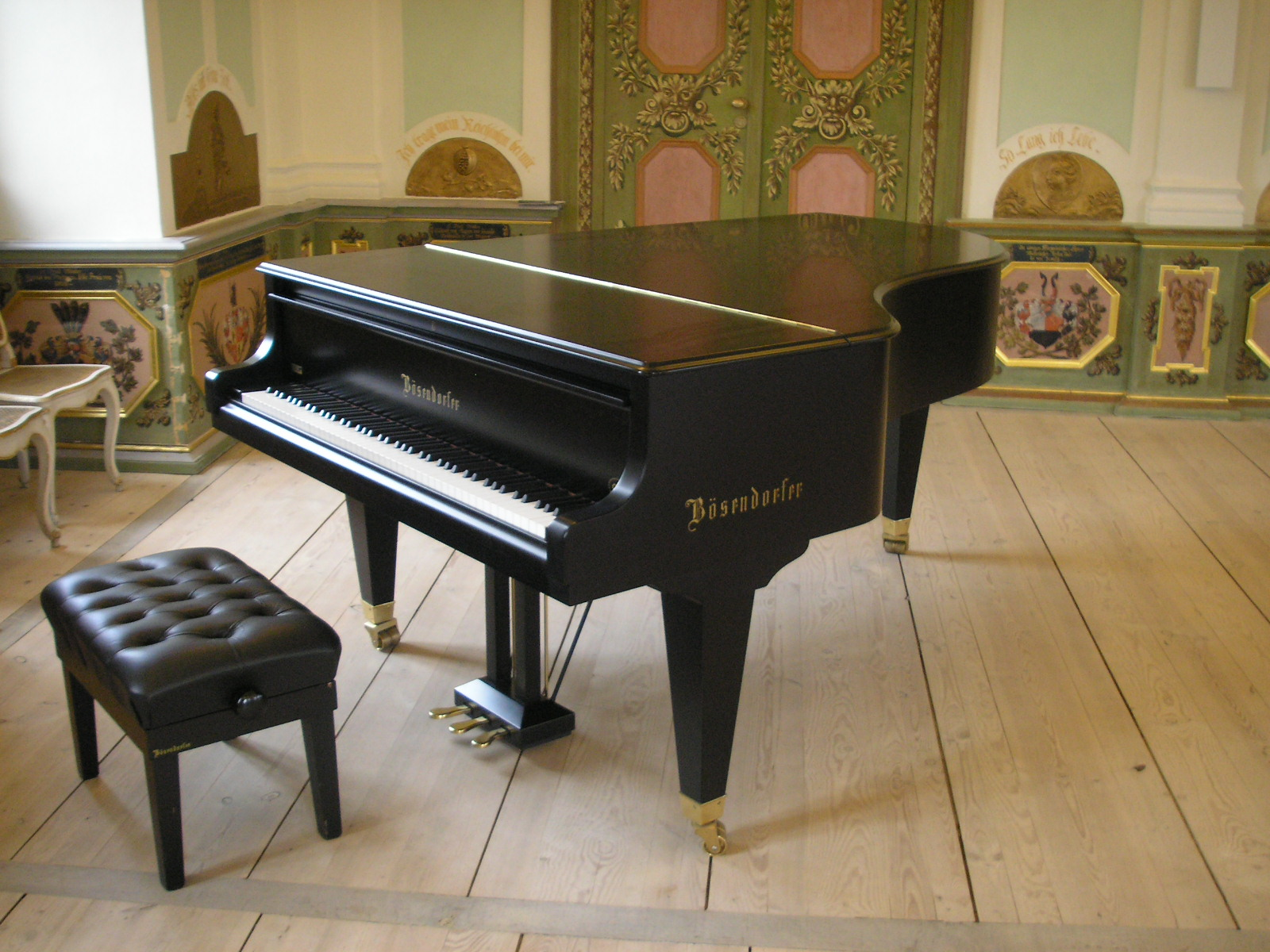
Bösendorfer-214CS-Flügel

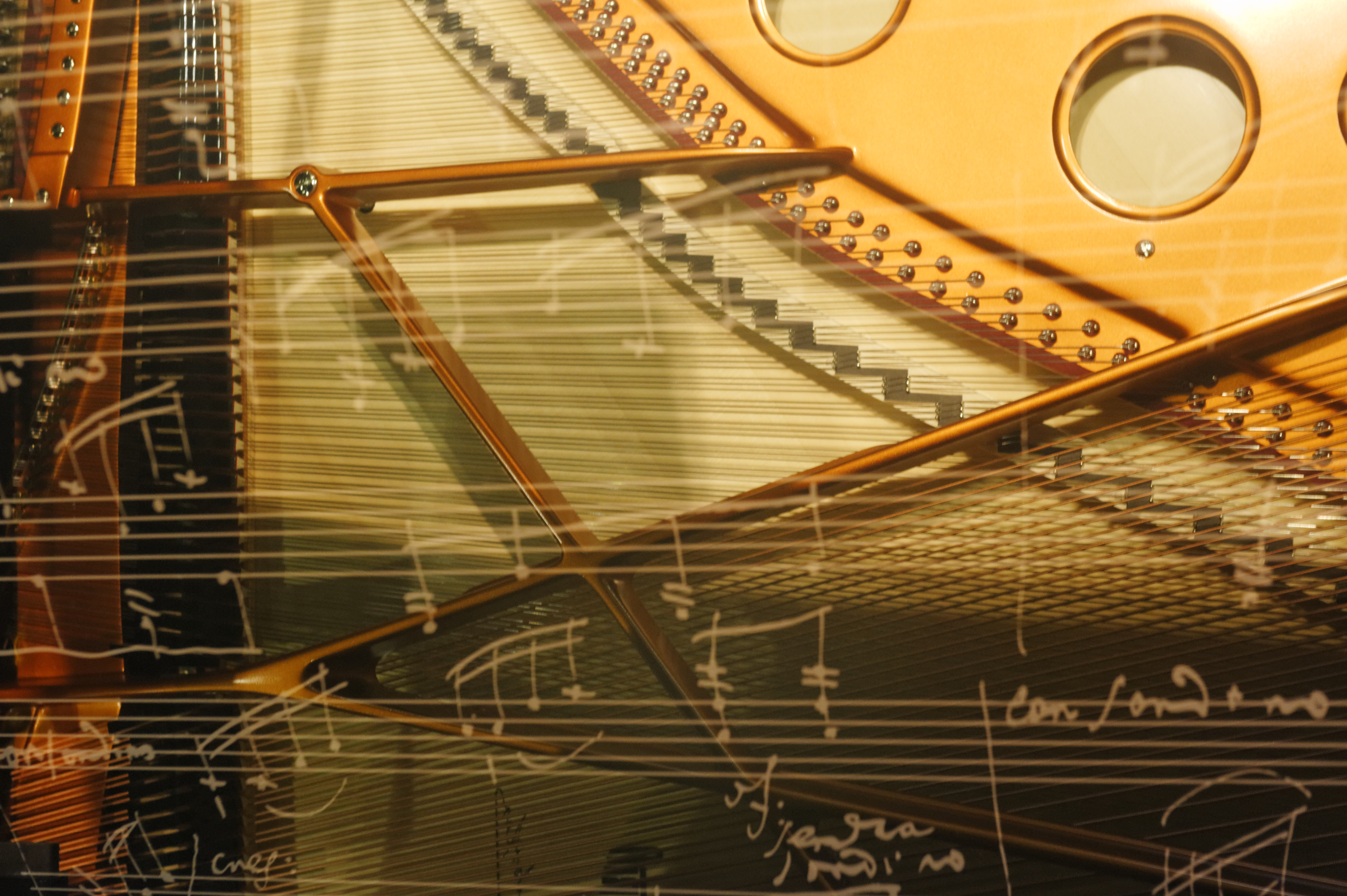
Innenlackierung mit Noten im Deckel eines Bösendorfer-Flügels und die Reflexionen des Gussrahmens und der Saiten

Zurzeit werden Flügelmodelle in folgenden Längen gebaut: 170 cm, 185 cm, 200 cm und 214 cm (Tonumfang Subkontra A–c5) mit je 88 Tasten, 225 cm (Tonumfang Subkontra F–c5) mit 92 Tasten, 230 cm (Tonumfang Subkontra A–c5) 280 cm (Tonumfang Subkontra A–c5) mit 88 Tasten und 290 cm (Tonumfang Subkontra C–c5) mit 97 Tasten. Die Conservatory Series (CS) umfasst die Flügelmodelle (die Ziffer steht für die Länge des Flügels in Zentimetern) 170 CS, 185 CS, 200 CS und 214 CS (Tonumfang Subkontra A–c5) mit je 88 Tasten.
Weiters werden zwei Pianinomodelle mit 120 cm und 130 cm Höhe gebaut (Tonumfang Subkontra A–c5) mit je 88 Tasten.
Alle Bösendorfer Klaviere werden in Österreich – Wiener Neustadt – gefertigt.

### Besonderheiten
Im Gegensatz zu anderen Herstellern bezieht Bösendorfer auch das Gehäuse in die Klangerzeugung ein. Der typische Bösendorferklang ist „gesanglich“, mit grundtonstarken Bässen. Ein guter Bösendorfer ist klanglich zu vielen Nuancen fähig und bietet sich besonders zu Kammermusik und Liedbegleitung an, sowohl im Bereich Klassik als auch beim Jazz.
Bis zum Ersten Weltkrieg baute Bösendorfer auch Flügel mit Prellzungenmechanik (Wiener Mechanik), Ende des 19. Jahrhunderts auch mit verschiedenen Spielarten der Stoßzungenmechanik (Englische Mechanik).
Der typische Bösendorfer-Klang steht mittlerweile von verschiedenen Unternehmen auch als Sample (in digitalisierter Form) für die elektronische Musikproduktion zur Verfügung.

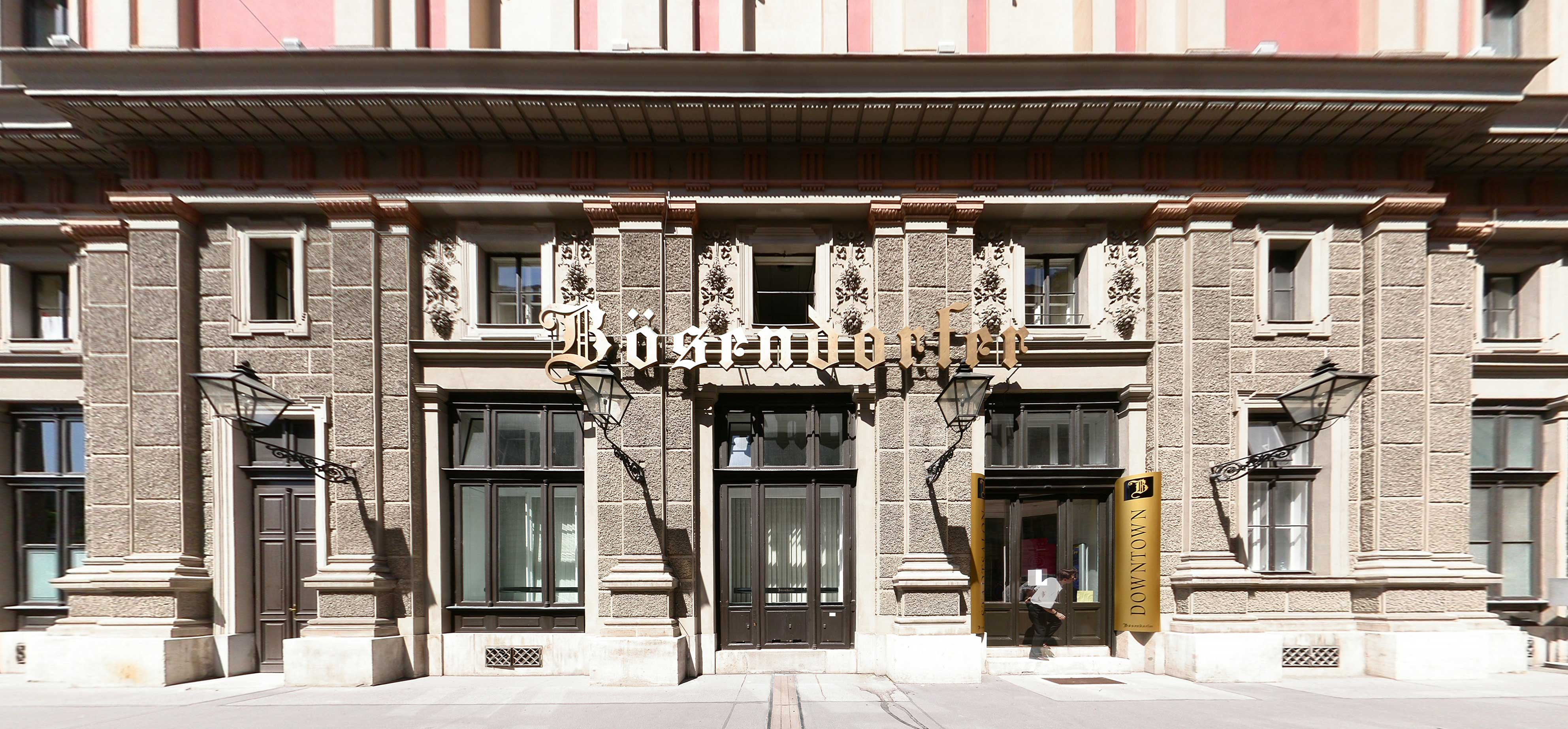
Ausstellungsraum von Bösendorfer
auf der Rückseite des Musikvereins

## Computerflügel

### Erste Generation SE
1985 wurde der Prototyp eines Computerflügels auf der Basis des Bösendorfer 290 Imperial vorgestellt. Dieses Instrument wurde von dem amerikanischen Ingenieur Wayne Stahnke in Zusammenarbeit mit John Amuedo vom MIT Artificial Intelligence Laboratory und dem damaligen Eigentümer von Bösendorfer, der Kimball International, Inc., entwickelt. Es wurde in Lizenz von Stahnke ab 1986 als Bösendorfer SE225, Bösendorfer SE275 und Bösendorfer SE290 angeboten. Das SE in der Typenbezeichnung steht für Stahnke Engineering, die Ziffer für die Länge des Flügels in Zentimetern. Insgesamt wurden etwa 37 solche Instrumente hergestellt, davon etwa ein Drittel SE290. Das Instrument ist mit Infrarot-Sensoren ausgestattet, welche die Hammerendgeschwindigkeit der 92 (SE225, SE275) beziehungsweise 97 (SE290) Töne, den Zeitpunkt des Anschlags und des Loslassens einer Taste sowie die Stellung der Pedale exakt aufnehmen.
Die dabei ermittelten Daten des Klavierspiels werden an ein externes Gerät, die sogenannte Blackbox, übermittelt. Diese Blackbox ist mit einem PC verbunden, die Daten lassen sich dort mit einem speziellen Editor bearbeiten. Die auf dem PC gespeicherten bzw. editierten Daten lassen sich auf dem Flügel über eine durch Magnetspulen gesteuerte Mechanik auch wiedergeben. Die Blackbox enthält zusätzlich eine MIDI-Schnittstelle. Das Instrument wird einerseits als Kompositionswerkzeug benutzt, andererseits als Reproduktionsklavier eingesetzt. Beispielsweise kann ein Pianist mit sich selber vierhändig spielen: Er spielt zuerst den einen Part ein, lässt ihn anschließend durch den Computer abspielen und spielt den zweiten Part dazu. Auch ist es möglich, dass ein Pianist irgendwo auf der Welt auf dem Computerflügel ein Konzert gibt und die Daten auf einen anderen Computerflügel an einem anderen Ort übertragen werden, wo dieser Flügel dann alleine spielt.

### Zweite Generation CEUS
Nachdem der SE über mehrere Jahre nicht hergestellt wurde, entschied sich Bösendorfer, mit der Wiener Firma TVE und unter Mitarbeit der Technischen Universität Wien ein neues System mit der Bezeichnung CEUS zu entwickeln. Das Akronym steht für Create Emotions with Unique Sound, die ursprüngliche Bezeichnung CEUSS für Computer Enhanced for Ultimate Super Sound. Der erste Bösendorfer CEUS-Flügel wurde Ende 2005 an das kanadische Musik-Forschungszentrum BRAMS nach Montreal ausgeliefert. Bösendorfer pflegt die CEUS-Firmware regelmäßig und hält diese auf der Webpräsenz zum Download bereit. Mit dem Editor BOEdit können die generierten .boe-Dateien nachbearbeitet werden. Mit CEUS 2.0 wurde 2010 eine WLAN-Schnittstelle nach dem Standard IEEE 802.11n (n-WLAN) implementiert, welche mittels MIMO-Antennen eine schnelle, drahtlose Datenübertragung erlaubt. Es ist zurzeit neben der von dem britischen Ingenieur Richard Shepherd gemeinsam mit Live Performance, Inc. entwickelten Evolutionsstufe von Wayne Stahnke’s SE-Technologie, SE2, sowie dem YAMAHA Disklavier E3 PRO das aufwendigste und präziseste kombinierte Aufnahme- und Reproduktionssystem für akustische Flügel im professionellen Einsatz.

### Bösendorfer Disklavier
Der gemeinsam von Yamaha und Bösendorfer mehr für den Unterhaltungsbereich konzipierte und 2010 in einem Modell 200 präsentierte Flügel Bösendorfer Disklavier verfügt über das nachrüstbare Reproduktionssystem Yamaha Disklavier mit integrierter Aufnahmefunktion.

## Breites Künstlerspektrum

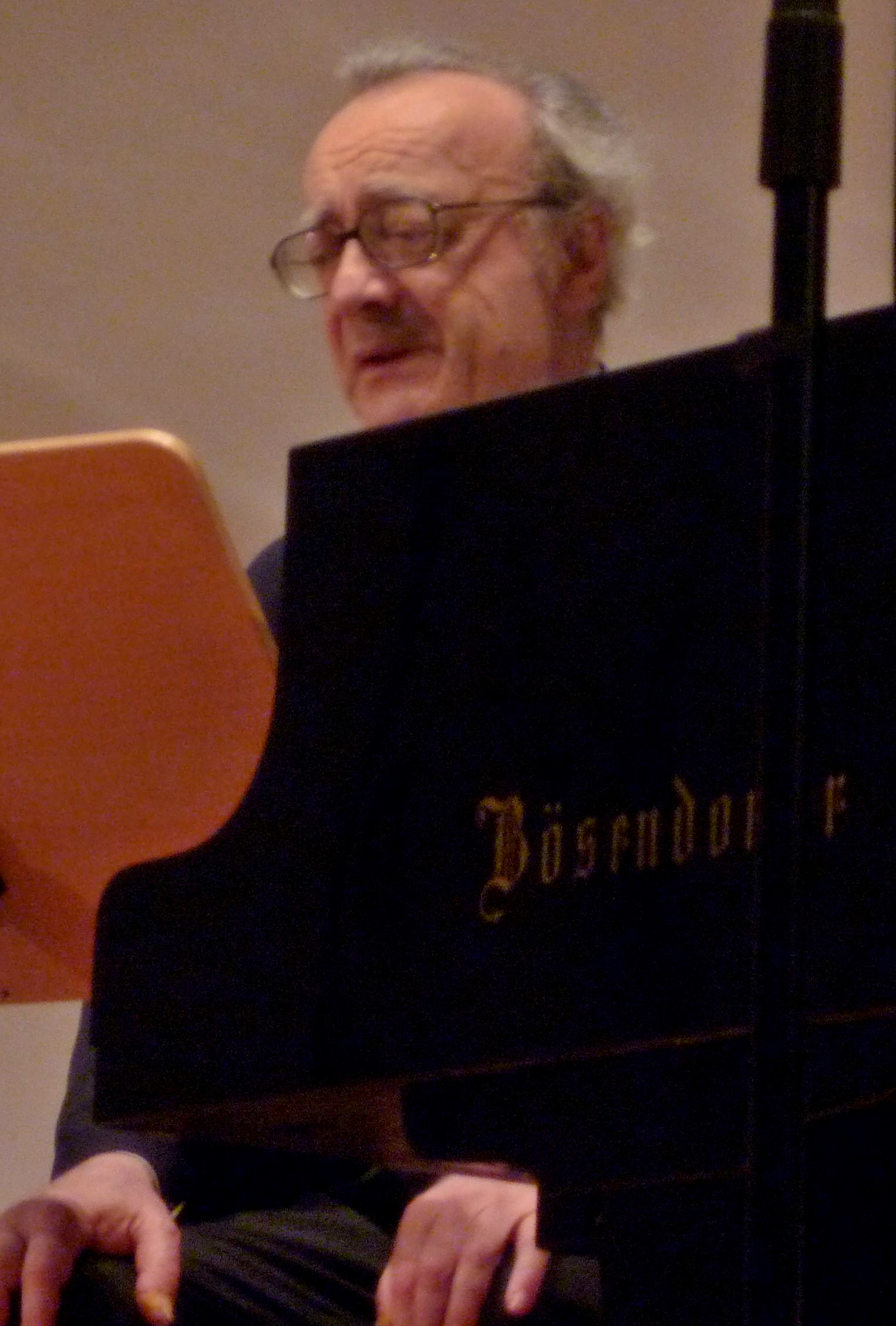
Alfred Brendel – Salzburg 2009

Seit Bestehen des Unternehmens haben eine Reihe von Komponisten, Pianisten und anderen Musikern ihre Vorliebe für die Klaviere von Bösendorfer gezeigt. Beginnend mit Franz Liszt kann das Unternehmen auf eine lange Kundenliste verweisen; so hat beispielsweise auch Béla Bartók ein Klavier des Herstellers verwendet: Er nutzte in seinem zweiten Klavierkonzert auch die zusätzlichen Töne bis zum Subkontra-F einiger Bösendorfer-Modelle, die auf Flügeln anderer Hersteller nicht vorhanden sind.
Die Bandbreite reicht von Vertretern der klassischen Musik wie Anton Bruckner und Wilhelm Backhaus bis zum Jazz und zur Popmusik, wie sie etwa Jazz-Pianist Oscar Peterson, der in seinem Buch A Jazz Odyssey: The Life of Oscar Peterson eine Hommage an Bösendorfer verfasste, oder Rhythm-and-Blues-Sänger Lionel Richie repräsentieren. Frank Zappa, Georg Kreisler und Peter Gabriel spielen oder spielten Bösendorfer-Flügel; die Sängerin und Pianistin Tori Amos verwendet seit 1993 einen Bösendorfer Imperial 290 bei ihren Live-Konzerten und allen ihren Alben seit Under The Pink. Der Liedermacher Konstantin Wecker steht ebenfalls regelmäßig mit seinem Bösendorfer-Flügel auf der Bühne. Seit 2014 gehört auch Jazzpianistin und Komponistin Marialy Pacheco zum Kreis der Bösendorf-Künstler. Die CD „Dedications: Schumann-Liszt. Costantino Catena plays the new Bösendorfer 280VC“ (2018) ist dem Bösendorfer 280VC gewidmet. Weitere "Bösendorfer Artists" sind Christopher Hinterhuber, Dorothy Khadem-Missagh, András Schiff und Johannes und Eduard Kutrowatz.